# Дејвид Рокфелер
Дејвид Рокфелер (енгл. David Rockefeller; Њујорк, 12. јун 1915 — Њујорк, 20. март 2017) био је амерички банкар и један од најбогатијих људи на свету. Према подацима часописа Форбс, вредност његове имовине мерила се на око 3,1 милијарде долара.
Рођен је у Њујорку као најмлађи од шест синова Џона Рокфелера јуниора (енгл. Jonsona Davison Rockfeller Jr.), сина Џона Д. Рокфелера сениора, оснивача нафтне компаније Стандард Оил. Умро је 20. марта 2017. године у Њујорку, у 101. години живота.